# Incala ghesquierei
Incala ghesquierei är en skalbaggsart som beskrevs av Louis Burgeon 1946. Incala ghesquierei ingår i släktet Incala och familjen Cetoniidae. Inga underarter finns listade i Catalogue of Life.